# Транспорт Італії
Транспорт Італії представлений автомобільним , залізничним , повітряним , водним (морським, річковим)  і трубопровідним , у населених пунктах  та у міжміському сполученні діє громадський транспорт пасажирських перевезень. Площа країни дорівнює 301 340 км² (72-ге місце у світі). Форма території країни — видовжена в субмеридіональному напрямку; максимальна дистанція з півночі на південь — 1140 км, зі сходу на захід — 515 км. Географічне положення Італії дозволяє країні контролювати морські та повітряні транспортні шляхи в Південній Європі та Середземномор'ї; сухопутні коридори через перевали в Альпах та Паданською низовиною між країнами Південної, Західної та Східної Європи.

## Автомобільний
Загальна довжина автошляхів у Італії, станом на 2007 рік, дорівнює 487 700 км, з яких 487 700 км із твердим покриттям (6 700 км швидкісних автомагістралей) (15-те місце у світі).

## Залізничний
Загальна довжина залізничних колій країни, станом на 2014 рік, становила 20 182 км (15-те місце у світі), з яких 18 7701 км стандартної 1435-мм колії (12 8936 км електрифіковано), 1223 км вузької 1000-мм колії (1223 км електрифіковано); 1 2893 км вузької 950-мм колії (1513 км електрифіковано).

## Повітряний
У країні, станом на 2013 рік, діє 129 аеропортів (45-те місце у світі), з них 98 із твердим покриттям злітно-посадкових смуг і 31 із ґрунтовим. Аеропорти країни за довжиною злітно-посадкових смуг розподіляються наступним чином (у дужках окремо кількість без твердого покриття):
- довші за 10 тис. футів (>3047 м) — 9 (0);
- від 10 тис. до 8 тис. футів (3047-2438 м) — 31 (0);
- від 8 тис. до 5 тис. футів (2437—1524 м) — 18 (1);
- від 5 тис. до 3 тис. футів (1523—914 м) — 29 (10);
- коротші за 3 тис. футів (<914 м) — 11 (20)[1].

У країні, станом на 2015 рік, зареєстровано 9 авіапідприємств, які оперують 382 повітряними суднами. За 2015 рік загальний пасажирообіг на внутрішніх і міжнародних рейсах становив 26,0 млн осіб. За 2015 рік повітряним транспортом було перевезено 945,4 млн тонно-кілометрів вантажів (без врахування багажу пасажирів).
У країні, станом на 2013 рік, споруджено і діє 5 гелікоптерних майданчиків.
Італія є членом Міжнародної організації цивільної авіації (ICAO). Згідно зі статтею 20 Чиказької конвенції про міжнародну цивільну авіацію 1944 року, Міжнародна організація цивільної авіації для повітряних суден країни, станом на 2016 рік, закріпила реєстраційний префікс — I, заснований на радіопозивних, виділених Міжнародним союзом електрозв'язку (ITU). Аеропорти Італії мають літерний код ІКАО, що починається з — LI.

## Водний

### Морський
Головні морські порти країни: Ауґуста, Кальярі, Генуя, Ліворно, Спеція, Таранто, Трієст, Венеція. Нафтові термінали: Меліллі (Санта-Панагія), Сароччі. Річний вантажообіг контейнерних терміналів (дані за 2011 рік): Генуя — 1,85 млн, Джіоя-Тауро — 2,27 млн, Спеція — 1,31 млн контейнерів (TEU). СПГ-термінали для імпорту скрапленого природного газу діють у портах: Спеція, Панігаглія, Порто-Леванте.
Морський торговий флот країни, станом на 2010 рік, складався з 681 морського судна з тоннажем більшим за 1 тис. реєстрових тонн (GRT) кожне (17-те місце у світі), з яких: балкерів — 105, суховантажів — 42, інших вантажних суден — 1, танкерів для хімічної продукції — 164, контейнеровозів — 21, газовозів — 28, пасажирських суден — 25, вантажно-пасажирських суден — 154, нафтових танкерів — 59, рефрижераторів — 4, ролкерів — 39, спеціалізованих танкерів — 9, автовозів — 30.
Станом на 2010 рік, кількість морських торгових суден, що ходять під прапором країни, але є власністю інших держав — 90 (Данії — 4, Франції — 2, Греції — 7, Люксембургу — 14, Нідерландів — 2, Нігерії — 1, Норвегії — 6, Сінгапуру — 1, Швеції — 1, Швейцарії — 13, Тайваню — 10, Туреччини — 4, Великої Британії — 2, Сполучених Штатів Америки — 23); зареєстровані під прапорами інших країн — 201 (Багамських Островів — 1, Белізу — 3, Кайманових Островів — 7, Кіпру — 6, Грузії — 2, Гібралтару — 4, Греції — 5, Ліберії — 47, Мальти — 45, Маршаллових Островів — 1, Марокко — 1, Нідерландів — 6, Панами — 25, Португалії — 12, Російської Федерації — 14, Сент-Вінсенту і Гренадин — 4, Сінгапуру — 5, Словаччини — 2, Іспанії — 1, Швеції — 5, Туреччини — 1, Великої Британії — 3, невстановленої приналежності — 1).

### Річковий
Загальна довжина судноплавних ділянок річок і водних шляхів, доступних для суден з дедвейтом понад 500 тонн, 2012 року становила 2 400 км (36-те місце у світі). Головна водна транспортна артерія країни — річка По. Використання водних шляхів досить обмежене широкою мережею автошляхів і залізниць.

## Трубопровідний
Загальна довжина газогонів у Італії, станом на 2013 рік, становила 20 223 км; нафтогонів — 1 393 км; продуктогонів — 1 574 км.

## Державне управління
Держава здійснює управління транспортною інфраструктурою країни через міністерство транспорту та інфраструктури. Станом на 20 грудня 2016 року міністерство в уряді Паоло Джентілоні очолював Гарціано Дельріо.

### Українською
- Атлас. 10-11 клас. Економічна і соціальна географія світу / упорядники :  О. Я. Скуратович, Н. І. Чанцева. — К. : ДНВП «Картографія», 2010. — ISBN 978-966-475-639-3.
- Атлас світу / голов. ред. І. С. Руденко ; зав. ред. В. В. Радченко ; відп. ред. О. В. Вакуленко. — К. : ДНВП «Картографія», 2005. — 336 с. — ISBN 9666315467.
- Безуглий В. В. Економічна і соціальна географія зарубіжних країн : Навчальний посібник. — К. : ВЦ «Академія», 2007. — 704 с. — ISBN 978-966-580-239-6.
- Безуглий В. В., Козинець С. В. Регіональна економічна і соціальна географія світу : Навчальний посібник. — видання 2-ге, доп., перероб. — К. : ВЦ «Академія», 2007. — 688 с. — ISBN 966-580-144-9.
- Дахно І. І. Країни світу: Енциклопедичний довідник / І. І. Дахно, С. М. Тимофієв. — К. : Мапа, 2011. — 606 с. — (Бібліотека нового українця) — ISBN 978-966-8804-23-6.
- Дахно І. І. Економічна географія зарубіжних країн : навчальний посібник. — К. : Центр учбової літератури, 2014. — 319 с. — ISBN 978-611-01-0682-5.
- Дорошенко В. І. Географія транспорту : Навчальний посібник / В. І. Дорошенко, К. Д. Діденко. — К. : Київський нац. ун-т ім. Т. Шевченка, 2010. — 183 с. — ISBN 978-966-439-329-1.
- Дубович І. А. Країнознавчий словник-довідник. — 5-те вид., перероб. і доп. — К. : Знання, 2008. — 839 с. — ISBN 978-966-346-330-8.
- Економічна і соціальна географія країн світу : Навчальний посібник / За ред. С. П. Кузика. — Л. : Світ, 2002. — 672 с. — ISBN 966-603-178-7.
- Зарубіжна транспортна географія : навчальний посібник / уклад. : Петрашевський О. Л. и др. — К. : Національний транспортний університет, 2015. — 95 с. — ISBN 978-966-632-227-5.
- Юрківський В. М. Регіональна економічна і соціальна географія. Зарубіжні країни : Підручник. — К. : Либідь, 2001. — 416 с. — ISBN 966-06-0092-5.

### Англійською
- (англ.) Modern Transport Geography / Hoyle, B. and R. Knowles (eds). — Second Edition,. — London : Wiley, 1998.
- (англ.) Rodrigue, J-P. The Geography of Transport Systems. — Fourth Edition. — N. Y. : Routledge, 2017. — 440 с. — ISBN 978-1138669574.
- (англ.) Taaffe E. J., Gauthier H. L. and O'Kelly M. E. Geography of transportation. — Second Edition. — N. Y. : Prentice Hall, 1996. — ISBN 0-13-368572-1.
- (англ.) Black, W. Transportation: A Geographical Analysis. — N. Y. : Guilford, 2003.

### Російською
- (рос.) Максаковский В. П. Географическая картина мира. Книга I: Общая характеристика мира. — М. : Дрофа, 2008. — 495 с. — ISBN 978-5-358-05275-8.
- (рос.) Максаковский В. П. Географическая картина мира. Книга II: Региональная характеристика мира. — М. : Дрофа, 2009. — 480 с. — ISBN 978-5-358-06280-1.
- (рос.) Физико-географический атлас мира. — М. : Академия наук СССР и главное управление геодезии и картографии ГГК СССР, 1964. — 298 с.
- (рос.) Шаповал Н. С. Транспортная география и транспортные системы мира : учебное пособие. — К. : Центр учбової літератури, 2006. — 188 с. — ISBN 000-0000-00-4.
- (рос.) Экономическая, социальная и политическая география мира. Регионы и страны / под ред. С. Б. Лаврова, Н. В. Каледина. — М. : Гардарики, 2002. — 928 с. — ISBN 5-8297-0039-5.
- (рос.) Энциклопедия стран мира / глав. ред. Н. А. Симония. — М. : НПО «Экономика» РАН, отделение общественных наук, 2004. — 1319 с. — ISBN 5-282-02318-0.